# Liste der Einträge im National Register of Historic Places im Ashland County (Wisconsin)

Lage des Ashland County in Wisconsin

Die Liste der Registered Historic Places im Ashland County in Wisconsin führt alle Bauwerke und historischen Stätten im Ashland County auf, die in das National Register of Historic Places aufgenommen wurden.

## Legende
| NRHP | Historic Place    |
| HD   | Historic District |

## Aktuelle Einträge
| [ 2 ] | Name                                     | Bild                                     | Eintragsdatum        | Lage                                                                                               | Ort       | Beschreibung |
| ----- | ---------------------------------------- | ---------------------------------------- | -------------------- | -------------------------------------------------------------------------------------------------- | --------- | --- |
| 1     | Apostle Islands Lighthouses              | Apostle Islands Lighthouses              | 1977 ID-Nr. 77000145 | Apostle Islands 46° 59′ 38″ N, 90° 36′ 6″ W                                                        | Bayfield  | Sechs bis 1856 errichtete Leuchttürme auf Michigan Island (zwei), Raspberry Island, Outer Island, Sand Island und Devils Island                                                                                       |
| 2     | Ashland County Courthouse                | Ashland County Courthouse                | 1982 ID-Nr. 82000628 | 201 West 2nd Street 46° 35′ 28″ N, 90° 53′ 7″ W                                                    | Ashland   | 1915 im neoklassizistischen Stil nach einem Entwurf des Architekten Henry Wildhagen errichtetes dreistöckiges Justiz- und Verwaltungsgebäude des Ashland County Teil der MPS County Courthouses of Wisconsin          |
| 3     | Ashland Harbor Breakwater Light          | Ashland Harbor Breakwater Light          | 2007 ID-Nr. 07000103 | nordwestlicher Endpunkt der Mole des Hafens von Ashland im Oberen See 46° 37′ 41″ N, 90° 52′ 13″ W | Ashland   | 1915 vom United States Army Corps of Engineers aus Stahlbeton errichteter Leuchtturm |
| 4     | Bass Island Brownstone Company Quarry    | Bass Island Brownstone Company Quarry    | 1978 ID-Nr. 78000075 | Basswood Island 46° 49′ 56″ N, 90° 45′ 20″ W                                                       | La Pointe | Steinbruch, in dem zwischen 1868 und den 1890er Jahren mit dem Lake Superior Brownstone eine spezielle Sorte Sandstein gefördert wurde                                                                                |
| 5     | Beaser School                            | Beaser School                            | 1980 ID-Nr. 80000102 | 612 Beaser Avenue 46° 34′ 52″ N, 90° 53′ 37″ W                                                     | Ashland   | 1899 nach einem Entwurf des Architekten Henry Wildhagen aus Sandstein errichtetes Schulgebäude; Teil der MPS Henry Wildhagen Schools of Ashland Die Schule wurde Martin Beaser benannt, einem der Gründer von Ashland |
| 6     | BIG BAY SLOOP                            |                                          | 2009 ID-Nr. 08001327 | Rund 100 m entfernt vom Ufer des Big Bay State Park im Oberen See Adresse nicht veröffentlicht     | La Pointe | In 7 bis 8 m Tiefe liegende Reste einer Schaluppe, die um 1880 gebaut worden war |
| 7     | Coole Park Manor                         | Coole Park Manor                         | 2005 ID-Nr. 05000529 | 351 Old Fort Road 46° 45′ 55″ N, 90° 47′ 0″ W                                                      | La Pointe | 1913 errichtetes Sommerhaus |
| 8     | Copper Falls State Park                  | Copper Falls State Park                  | 2005 ID-Nr. 05001425 | WI 169 46° 22′ 33″ N, 90° 38′ 50″ W                                                                | Morse     | Nach 1929 vom Civilian Conservation Corps und der Works Projects Administration errichtete Parkeinrichtungen |
| 9     | Ellis School                             | Ellis School                             | 1980 ID-Nr. 80000103 | 310 Stuntz Avenue 46° 35′ 39″ N, 90° 52′ 21″ W                                                     | Ashland   | Im neoklassizistischen Stil errichtetes Schulgebäude; Teil der MPS Henry Wildhagen Schools of Ashland |
| 10    | Glidden State Bank                       | Glidden State Bank                       | 2006 ID-Nr. 06000206 | 216 First Street 46° 8′ 15″ N, 90° 34′ 28″ W                                                       | Glidden   | 1905 im neuromanischen Stil errichtetes Bankgebäude |
| 11    | Hadland Fishing Camp                     | Hadland Fishing Camp                     | 1977 ID-Nr. 77000146 | Rocky Island 47° 2′ 38″ N, 90° 39′ 57″ W                                                           | La Pointe | 1938 von dem norwegischen Einwanderer Christian Hadland errichteter Fischereistützpunkt mit Lagerschuppen, Kühlhaus, Netzwinden und Trockengestellen                                                                  |
| 12    | La Pointe Indian Cemetery                | La Pointe Indian Cemetery                | 1977 ID-Nr. 77001665 | South Old Main Street 46° 46′ 20″ N, 90° 46′ 55″ W                                                 | La Pointe | 1836 von Frederic Baraga eingerichteter Friedhof der katholischen Missionsstation |
| 13    | La Pointe Light Station                  | La Pointe Light Station                  | 1983 ID-Nr. 83003366 | Long Island in der Chequamegon Bay im Oberen See 46° 46′ 43″ N, 90° 47′ 21″ W                      | Bayfield  | 1896 aus Gusseisen errichteter 21 m hoher Leuchtturm |
| 14    | LUCERNE (Schiffswrack)                   | LUCERNE (Schiffswrack)                   | 1991 ID-Nr. 91001775 | Im Oberen See, unweit der Einfahrt in die Chequamegon Bay 46° 43′ 23,3″ N, 90° 46′ 2,1″ W          | La Pointe | 1873 gebauter Erzfrachter, der 1873 auf der Fahrt von Ashland nach Cleveland sank |
| 15    | Manitou Camp                             | Manitou Camp                             | 1983 ID-Nr. 83003367 | Manitou Island, am Apostle Islands National Lakeshore 46° 57′ 20″ N, 90° 40′ 35″ W                 | Bayfield  | Seit den 1890er Jahren betriebenes Anglercamp |
| 16    | Marina Site                              | Marina Site                              | 1978 ID-Nr. 78000076 | Adresse nicht veröffentlicht                                                                       | La Pointe | Stelle eines früheren Indianerdorfes mit Begräbnisplatz aus der Zeit des Pelzhandels im 18. und 19. Jahrhundert |
| 17    | Marion Park Pavilion                     | Marion Park Pavilion                     | 1981 ID-Nr. 81000032 | Marion Park 46° 7′ 54″ N, 90° 35′ 24″ W                                                            | Glidden   | 1938 von der Works Progress Administration errichteter achteckiger Tanzpavillon |
| 18    | MARQUETTE                                | MARQUETTE                                | 2008 ID-Nr. 08000027 | Im Oberen See, rund 8 km östlich von Michigan Island 46° 50′ 2″ N, 90° 25′ 47″ W                   | La Pointe | 1881 in Cleveland gebauter Erzfrachter; 1903 gesunken |
| 19    | Mellen City Hall                         | Mellen City Hall                         | 1979 ID-Nr. 79000341 | Bennett Street Ecke Main Street 46° 19′ 38″ N, 90° 39′ 35″ W                                       | Mellen    | 1895 im Queen Anne-Stil errichtetes Rathaus; heute als Museum genutzt |
| 20    | Memorial Hall                            | Memorial Hall                            | 1995 ID-Nr. 95000503 | 1511 Ellis Avenue 46° 34′ 47″ N, 90° 52′ 25″ W                                                     | Ashland   | 1928 errichtetes Collegegebäude |
| 21    | MOONLIGHT                                | MOONLIGHT                                | 2008 ID-Nr. 08000979 | Im Oberen See, rund 11 km östlich von Michigan Island 46° 49′ 56,3″ N, 90° 22′ 42,2″ W             | La Pointe | 1874 in Milwaukee gebauter Erzfrachter; 1903 gesunken |
| 22    | Morty Site (47AS40)                      |                                          | 1988 ID-Nr. 88000145 | Adresse nicht veröffentlicht 46° 50′ 7,4″ N, 90° 49′ 18,1″ W                                       | Bayfield  | |
| 23    | NOQUEBAY (Schooner-Barge) Shipwreck Site | NOQUEBAY (Schooner-Barge) Shipwreck Site | 1992 ID-Nr. 92000593 | Adresse nicht veröffentlicht                                                                       | La Pointe | 1872 in Trenton, Michigan gebauter Holzfrachter; 1905 gesunken |
| 24    | Old Ashland Post Office                  | Old Ashland Post Office                  | 1974 ID-Nr. 74000054 | 601 West 2nd Street 46° 35′ 20″ N, 90° 53′ 22″ W                                                   | Ashland   | 1892–1893 aus Sandstein im Richardsonian-Romanesque-Stil errichtete Poststation; heute als Rathaus genutzt |
| 25    | P-Flat Site (47AS47)                     |                                          | 1988 ID-Nr. 88000144 | Adresse nicht veröffentlicht                                                                       | Bayfield  | |
| 26    | PRETORIA                                 | PRETORIA                                 | 1994 ID-Nr. 94000835 | Im Oberen See vor Bayfield 47° 5′ 21,6″ N, 90° 23′ 39,6″ W                                         | Bayfield  | Im Jahr 1900 gebauter Erzfrachter; 1905 auf dem Weg nach Chicago gesunken |
| 27    | R.G. Stewart (Schiffswrack)              | R.G. Stewart (Schiffswrack)              | 1991 ID-Nr. 91001850 | Adresse nicht veröffentlicht                                                                       | La Pointe | 1878 in Buffalo gebauter Passagierdampfer 1899 vor Michigan Island gesunken |
| 28    | Rocky Island Historic District           | Rocky Island Historic District           | 2008 ID-Nr. 08000016 | Rocky Island, am Apostle Islands National Lakeshore 47° 1′ 25,3″ N, 90° 40′ 57,2″ W                | La Pointe | Teile von mehreren zwischen 1938 und 1958 betriebenen Anglercamps |
| 29    | Security Savings Bank                    | Security Savings Bank                    | 1974 ID-Nr. 74000055 | 212-214 West 2nd Street 46° 35′ 26″ N, 90° 53′ 5″ W                                                | Ashland   | 1889 im Richardsonian Romanesque-Stil aus Sandstein und Ziegeln errichtetes Bankgebäude, später von der Ashland Light, Power and Street Railway Company genutzt                                                       |
| 30    | Soo Line Depot                           | Soo Line Depot                           | 1988 ID-Nr. 88002177 | 3rd Avenue, West Ecke 4th Street 46° 35′ 20″ N, 90° 53′ 2″ W                                       | Ashland   | 1889 aus Sandstein im Richardsonian Romanesque-Stil errichtetes Bahnhofsgebäude |
| 31    | T.H. Camp (Schiffswrack)                 |                                          | 2004 ID-Nr. 04001001 | Adresse nicht veröffentlicht                                                                       | La Pointe | 1876 gebauter Schlepper; im Jahr 1900 gesunken |
| 32    | Trout Point Logging Camp                 |                                          | 1988 ID-Nr. 88002756 | Adresse nicht veröffentlicht                                                                       | Bayfield  | Holzfällercamp und Sägemühle auf Stockton Island, in dem von 1893 bis 1920 über 100 Leute arbeiteten |
| 33    | Union Depot                              | Union Depot                              | 1979 ID-Nr. 79000058 | 417 Chapple Avenue 46° 35′ 8″ N, 90° 53′ 20″ W                                                     | Ashland   | Im Jahr 1900 im Queen Anne-Stil errichtetes Bahnhofsgebäude |
| 34    | Wakefield Hall                           | Wakefield Hall                           | 1995 ID-Nr. 95000466 | 1409 Ellis Avenue 46° 34′ 50″ N, 90° 52′ 25″ W                                                     | Ashland   | 1940 im Georgian Revival genannten Baustil errichtetes Bibliotheksgebäude; heute für Büros genutzt |
| 35    | West Second Street Historic District     | West Second Street Historic District     | 1984 ID-Nr. 84003619 | West 2nd Street zwischen Ellis Avenue und 6th Avenue 46° 35′ 24″ N, 90° 53′ 10″ W                  | Ashland   | 45 zwischen 1884 und 1937 errichtete Geschäftsgebäude beinhaltet u. a. die Blue Ribbon Bar und die Northern National Bank                                                                                             |
| 36    | Wheeler Hall, Northland College          | Wheeler Hall, Northland College          | 1977 ID-Nr. 77000029 | 1411 Ellis Avenue 46° 34′ 50″ N, 90° 52′ 27″ W                                                     | Ashland   | 1893 im Richardsonian Romanesque errichtetes Collegegebäude |
| 37    | Lewis C. and Caroline Wilmarth House     | Lewis C. and Caroline Wilmarth House     | 2013 ID-Nr. 12001252 | 622 Chapple Avenue 46° 35′ 7,1″ N, 90° 53′ 13,9″ W                                                 | Ashland   | 1885 im Georgian Revival genannten Baustil errichtetes Wohnhaus; später Verwaltungsgebäude des Ashland General Hospital; heute Apartments                                                                             |
| 38    | Wilmarth School                          | Wilmarth School                          | 1980 ID-Nr. 80000104 | 913 3rd Avenue, West 46° 35′ 1″ N, 90° 52′ 48″ W                                                   | Ashland   | 1885 aus Sandstein errichtete Schule; Teil der MPS Henry Wildhagen Schools of Ashland |
| 39    | Winston-Cadotte Site                     |                                          | 2005 ID-Nr. 05001424 | Adresse nicht veröffentlicht                                                                       | La Pointe | Zwischen 1600 und 1650 zwischen den umliegenden Indianerstämmen genutzter Handelsplatz; später von dem Pelzhändler Michel Cadotte errichteter Handelsposten, der von 1790 bis 1833 betrieben wurde                    |

## Frühere Einträge
| [ 2 ] | Name                  | Bild                  | Eintragsdatum        | Lage                                              | Ort     | Beschreibung |
| ----- | --------------------- | --------------------- | -------------------- | ------------------------------------------------- | ------- | --- |
| 1     | Ashland Middle School | Ashland Middle School | 1980 ID-Nr. 80000101 | 1000 Ellis Avenue 46° 35′ 4,8″ N, 90° 52′ 29,7″ W | Ashland | 1904 im neoklassizistischen Stil errichtetes Schulgebäude; Teil der MPS Henry Wildhagen Schools of Ashland 2009 aus dem Register gestrichen |